# Quercus baronii
Quercus baronii là một loài thực vật có hoa trong họ Cử. Loài này được Skan miêu tả khoa học đầu tiên năm 1899.